# Jamie Macari
Jamie Macari (ur. 28 września 1983) – kanadyjski zapaśnik walczący w stylu wolnym. Zajął 22 miejsce na mistrzostwach świata w 2005. Dziewiąty na mistrzostwach panamerykańskich w 2006. Siódmy na uniwersyteckich MŚ w 2004. Brązowy medalista mistrzostw Wspólnoty Narodów w 2003 roku.